# Grand Prix Belgie 2018
Grand Prix Belgie 2018 (oficiálně Formula 1 2018 Johnnie Walker Belgian Grand Prix) se jela na okruhu Circuit de Spa-Francorchamps v Stavelotu v Belgii dne 26. srpna 2018. Závod byl třináctým v pořadí v sezóně 2018 šampionátu Formule 1.

## Kvalifikace
| Poř.                       | No. | Jezdec            | Konstruktér               | Časy v kvalifikaci | Časy v kvalifikaci | Časy v kvalifikaci | Pořadí na startu |
| Poř.                       | No. | Jezdec            | Konstruktér               | Q1                 | Q2                 | Q3                 | Pořadí na startu |
| -------------------------- | --- | ----------------- | ------------------------- | ------------------ | ------------------ | ------------------ | ---------------- |
| 1                          | 44  | Lewis Hamilton    | Mercedes                  | 1:42.977           | 1:41.553           | 1:58.179           | 1                |
| 2                          | 5   | Sebastian Vettel  | Ferrari                   | 1:43.035           | 1:41.501           | 1:58.905           | 2                |
| 3                          | 31  | Esteban Ocon      | Force India-Mercedes      | 1:44.003           | 1:43.302           | 2:01.851           | 3                |
| 4                          | 11  | Sergio Pérez      | Force India-Mercedes      | 1:44.004           | 1:43.014           | 2:01.894           | 4                |
| 5                          | 8   | Romain Grosjean   | Haas-Ferrari              | 1:43.597           | 1:43.042           | 2:02.122           | 5                |
| 6                          | 7   | Kimi Räikkönen    | Ferrari                   | 1:42.585           | 1:41.533           | 2:02.671           | 6                |
| 7                          | 33  | Max Verstappen    | Red Bull Racing-TAG Heuer | 1:43.199           | 1:42.554           | 2:02.769           | 7                |
| 8                          | 3   | Daniel Ricciardo  | Red Bull Racing-TAG Heuer | 1:43.604           | 1:43.126           | 2:02.939           | 8                |
| 9                          | 20  | Kevin Magnussen   | Haas-Ferrari              | 1:43.834           | 1:43.320           | 2:04.933           | 9                |
| 10                         | 77  | Valtteri Bottas   | Mercedes                  | 1:42.805           | 1:42.191           | Bez času           | 17               |
| 11                         | 10  | Pierre Gasly      | Scuderia Toro Rosso-Honda | 1:44.221           | 1:43.844           |                    | 10               |
| 12                         | 28  | Brendon Hartley   | Scuderia Toro Rosso-Honda | 1:44.153           | 1:43.865           |                    | 11               |
| 13                         | 16  | Charles Leclerc   | Sauber-Ferrari            | 1:43.654           | 1:44.062           |                    | 12               |
| 14                         | 9   | Marcus Ericsson   | Sauber-Ferrari            | 1:43.846           | 1:44.301           |                    | 13               |
| 15                         | 27  | Nico Hülkenberg   | Renault                   | 1:44.145           | Bez času           |                    | 18               |
| 16                         | 55  | Carlos Sainz Jr.  | Renault                   | 1:44.489           |                    |                    | 19               |
| 17                         | 14  | Fernando Alonso   | McLaren-Renault           | 1:44.917           |                    |                    | 14               |
| 18                         | 35  | Sergej Sirotkin   | Williams-Mercedes         | 1:44.998           |                    |                    | 15               |
| 19                         | 18  | Lance Stroll      | Williams-Mercedes         | 1:45.134           |                    |                    | 16               |
| 20                         | 2   | Stoffel Vandoorne | McLaren-Renault           | 1:45.307           |                    |                    | 20               |
| 107% času vítěze: 1:49.765 |     |                   |                           |                    |                    |                    |                  |
| Zdroj:                     |     |                   |                           |                    |                    |                    |                  |

Poznámky
1. 1 2 3 4  Valtteri Bottas, Nico Hülkenberg, Carlos Sainz Jr. a Stoffel Vandoorne obdrželi trest posunu o 35 míst vzad za překročení počtu povolených pohonných jednotek.

## Závod
| Poř.   | No. | Jezdec            | Konstruktér               | Počet kol | Čas/Odstoupení      | Pořadí na startu | Body |
| ------ | --- | ----------------- | ------------------------- | --------- | ------------------- | ---------------- | ---- |
| 1      | 5   | Sebastian Vettel  | Ferrari                   | 44        | 1:23:34.476         | 2                | 25   |
| 2      | 44  | Lewis Hamilton    | Mercedes                  | 44        | +11.061             | 1                | 18   |
| 3      | 33  | Max Verstappen    | Red Bull Racing-TAG Heuer | 44        | +31.372             | 7                | 15   |
| 4      | 77  | Valtteri Bottas   | Mercedes                  | 44        | +1:08.605           | 17               | 12   |
| 5      | 11  | Sergio Pérez      | Force India-Mercedes      | 44        | +1:11.023           | 4                | 10   |
| 6      | 31  | Esteban Ocon      | Force India-Mercedes      | 44        | +1:19.520           | 3                | 8    |
| 7      | 8   | Romain Grosjean   | Haas-Ferrari              | 44        | +1:25.953           | 5                | 6    |
| 8      | 20  | Kevin Magnussen   | Haas-Ferrari              | 44        | +1:27.639           | 9                | 4    |
| 9      | 10  | Pierre Gasly      | Scuderia Toro Rosso-Honda | 44        | +1:45.892           | 10               | 2    |
| 10     | 9   | Marcus Ericsson   | Sauber-Ferrari            | 43        | +1 kolo             | 13               | 1    |
| 11     | 55  | Carlos Sainz Jr.  | Renault                   | 43        | +1 kolo             | 19               |      |
| 12     | 35  | Sergej Sirotkin   | Williams-Mercedes         | 43        | +1 kolo             | 15               |      |
| 13     | 18  | Lance Stroll      | Williams-Mercedes         | 43        | +1 kolo             | 16               |      |
| 14     | 28  | Brendon Hartley   | Scuderia Toro Rosso-Honda | 43        | +1 kolo             | 11               |      |
| 15     | 2   | Stoffel Vandoorne | McLaren-Renault           | 43        | +1 kolo             | 20               |      |
| Ret    | 3   | Daniel Ricciardo  | Red Bull Racing-TAG Heuer | 28        | Poškození po kolizi | 8                |      |
| Ret    | 7   | Kimi Räikkönen    | Ferrari                   | 8         | Poškození po kolizi | 6                |      |
| Ret    | 16  | Charles Leclerc   | Sauber-Ferrari            | 0         | Kolize              | 12               |      |
| Ret    | 14  | Fernando Alonso   | McLaren-Renault           | 0         | Kolize              | 14               |      |
| Ret    | 27  | Nico Hülkenberg   | Renault                   | 0         | Kolize              | 18               |      |
| Zdroj: |     |                   |                           |           |                     |                  |      |

Poznámky
1. ↑  Valtteri Bottas obdržel penalizaci 5 sekund za zavinění kolize s Sergejem Sirotkinem.

## Průběžné pořadí po závodě
Pohár jezdců
|   | Pořadí | Jezdec           | Body |
| - | ------ | ---------------- | ---- |
|   | 1      | Lewis Hamilton   | 231  |
|   | 2      | Sebastian Vettel | 214  |
|   | 3      | Kimi Räikkönen   | 146  |
|   | 4      | Valtteri Bottas  | 144  |
| 1 | 5      | Max Verstappen   | 120  |

Pohár konstruktérů
|  | Pořadí | Konstruktér               | Body |
|  | ------ | ------------------------- | ---- |
|  | 1      | Mercedes                  | 375  |
|  | 2      | Ferrari                   | 360  |
|  | 3      | Red Bull Racing-TAG Heuer | 238  |
|  | 4      | Renault                   | 82   |
|  | 5      | Haas-Ferrari              | 76   |